# Виховання почуттів (фільм)
«Виховання почуттів» (англ. An Education, досл. «Освіта») — британо-американський фільм данської режисерки Лоне Шерфіґ, що вийшов 2009 року. Сценарій британського письменника Ніка Горнбі оснований на автобіографії британської журналістки Лінн Барбер. Фільм завоював безліч нагород на декількох фестивалях, таких як британський «Незалежний дух» (Independent Film Awards) або кінофестиваль у Санденсі.

## Сюжет
Дія фільму відбувається у 1960-х роках, в Англії. Головній героїні Дженні — 16 років, вона здібна учениця, талановита віолончелістка, яка мріє навчатися в Оксфорді. Але після знайомства з привабливим красенем Девідом, який удвічі старший за неї, зате має спортивну машину, модно одягається, розуміється на джазі і артаукціонах, Оксфорд перестає здаватися Дженні обов'язковим пунктом програми.

## У ролях
- Кері Малліґан — Дженні Меллор
- Пітер Сарсґаард — Девід Голдман
- Альфред Моліна — Джек Меллор
- Кара Сеймур[en] — Марджорі Меллор
- Олівія Вільямс — міс Стабс
- Домінік Купер — Денні
- Розамунд Пайк — Гелен
- Емма Томпсон — міс Волтерс
- Меттью Берд — Грем
- Саллі Гокінз — Сара Голдман

## Український переклад
Український переклад для Нового каналу — ролі озвучили: Андрій Федінчик і Катерина Буцька.